# Райнхайтсгебот
Райнхайтсгебот (на немски: Reinheitsgebot – Закон за чистотата на бирата) е закон от 23 април 1516 г., регламентиращ производството и търговията с бира в Германия. Съгласно този закон, за производството на бира могат да се използват само три съставки: вода, ечемик и хмел. От 1994 г. денят на приемането на закона се празнува в Германия като Ден на немската бира (Tag des Deutschen Bieres).

## История
Законът е издаден в град Инголщат от баварския херцог Вилхелм IV (1493 – 1550) на 23 април 1516 г. В закона се установяват задължителни правила за производството, търговията и ценообразуването на бирата.
Законът за чистотата на бирата е издаден в отговор на многобройните оплаквания от лошокачествена бира. Друга причина за приемането на закона е да се осигури снабдяването с храна и да се предотврати конкуренцията между пивоварите и хлебарите, като по-ценните пшеница или ръж са запазени за производството на хляб. Въпреки че бирената мая е от съществено значение за процеса на варене, законът не съдържа нищо в това отношение, тъй като в тези времена съществуването на бирените дрожди е просто непознато и ферментацията протича спонтанно под въздействието на диви местни дрожди.
Противно на общоприетото схващане, правилата на закона се прилагат през последващите столетия с множество изключения, като се допуска използването на пшеница, хвойна и кимион при производството на бира.
През ХIХ век забраната да се използват други съставки освен малцов ечемик и хмел, отново се въвежда в различни закони: Beispiel im Landtagsabschied от 10 ноември 1861 г., Biertarifs от 19 май 1865 г. и в Malzaufschlagsgesetz от 1868 година. От 1906 г. Райнхайтсгебот в модифицирана форма се прилага на цялата територия на Германската империя.
След Първата световна война всички правила относно производството и продажбата на бира в Германия, се регламентират със Закона за налозите върху бирата (BierStG), който също инкорпорира изискванията на Райнхайтсгебот. Те са възприети и в редакциите на закона от 1952 и 1993 г.
Съдът на Европейската общност през 1987 г. отмени забраната за използване на името „бира“ за напитки, произведени с добавки, като проиворечаща на Договора за ЕИО. Законът от 1993 г. (Vorläufiges Biergesetz) отчита решението на съда, но признава действието му само относно вносните бири, произведени в Германия, както и за бирите, произведени от германските пивовари за износ. Строгите правила остават за немската бира, предназначена за вътрешния пазар. Тези ограничения са подложени на сериозна критика и в резултат на това през 2005 г. по иск на една източногерманска пивоварна, произвеждаща шварц бира, Федералният административен съд постановява решение, с което приема, че бирата, съдържаща захар, е също бира, както и останалите видове на тази напитка. Административният съд счита, че е време да променят правилата, защото те не служат на здравето на потребителите и тяхното значение се свежда единствено до „запазване на традицията“.

## Текст на закона

### Оригинален текст на Reinheitsgebot
„Wir verordnen, setzen und wollen mit dem Rat unserer Landschaft, daß forthin überall im fürstentum Bayern sowohl auf dem lande wie auch in unseren Städten und Märkten, die kein besondere Ordnung dafür haben, von Michaeli bis Georgi ein Maß (bayerische = 1,069 Liter) oder ein Kopf (halbkugelförmiges Geschirr für Flüssigkeiten = nicht ganz eine Maß) Bier für nicht mehr als einen Pfennig Münchener Währung und von Georgi bis Michaeli die Maß für nicht mehr als zwei Pfennig derselben Währung, der Kopf für nicht mehr als drei Heller bei Androhung unten angeführter Strafe gegeben und ausgeschenkt werden soll. Wo aber einer nicht Märzen-, sondern anderes Bier brauen oder sonstwie haben würde, soll er es keineswegs höher als um einen Pfennig die Maß ausschenken und verkaufen. Ganz besonders wollen wir, daß forthin allenthalben in unseren Städten, Märkten und auf dem Lande zu keinem Bier mehr Stücke als allein Gersten, Hopfen und Wasser verwendet und gebraucht werden sollen. Wer diese unsere Anordnung wissentlich übertritt und nicht einhält, dem soll von seiner Gerichtsobrigkeit zur Strafe dieses Faß Bier, so oft es vorkommt, unnachsichtlich weggenommen werden. Wo jedoch ein Gauwirt von einem Bierbräu in unseren Städten, Märkten oder auf dem Lande einen, zwei oder drei Eimer (= enthält 60 Maß) Bier kauft und wieder ausschenkt an das gemeine Bauernvolk, soll ihm allein und sonst niemandem erlaubt und unverboten sein, die Maß oder den Kopf Bier um einen Heller teurer als oben vorgeschrieben ist, zu geben und auszuschenken.
Gegeben von Wilhelm IV. 

Herzog in Bayern 

am Georgitag zu 

Ingolstadt Anno 1516“

### Превод на български на „Закона за чистотата на бирата от 1516 г.“
„Ние постановяваме и обявяваме публично заедно със Съвета на нашата земя, че отсега нататък по цялата земя на херцогство Бавария, а също във всички градове и тържища, за които няма специални правила, от Архангеловден (29 септември по католически стил) до Гергьовден (23 април по католически стил) една кварта (на немски: Maß – баварска мярка за течност равна на 1,069 литра) или една глава (на немски: Kopf – полусферична купа, съдържаща малко под 1 литър) бира да не се продава повече, отколкото за един мюнхенски пфениг, и от Гергьовден до Архенгеловден една кварта бира да се продава за не повече от 2 мюнхенски пфенига, а една глава – за не повече от три хелера (хелер е монета на стойност около половин пфениг), под страх от наказанията, посочени по-долу. Ако някой не вари мартенска бира, а вари друга, или я прави по-различно, то тя не може да се продава за цена по-висока от 1 пфениг за кварта.
Освен това искаме да подчертаем, че отсега и за в бъдеще във всички градове, пазари и в цялата страна, за варенето на всяка бира трябва да се използват единствено ечемик, хмел и вода. Който съзнателно пренебрегва или престъпва тази наредба, трябва да се наказва от съда с конфискация на бирата.
Но ако кръчмар купи една, две или три бъчви бира от пивовар в нашите градове, пазари и страна, а след това го продава на обикновените селяни, то само и единствено на този кръчмар е позволено и не се забранява да продава квартата или главата бира за един хелер повече от това, което е постановено по-горе.
Вилхелм IV, 

херцог на Бавария, 

Гергьовден, 

Инголщат, 1516 г.“